# Maria-Theresia-Zeche
Die Maria-Theresia-Zeche ist eine stillgelegte bergmännische Anlage am Hirschberg zwischen der Bergstadt Platten und der Gemeinde Breitenbach (Potůčky) in Tschechien, die vom 16. bis zum 20. Jahrhundert betrieben worden ist. Sie war die größte und am längsten betriebene Zeche im tschechischen Teil des Erzgebirges, in der hauptsächlich Braunstein und Mangan abgebaut worden sind.

## Geschichte
Die Zeche wurde bereits nach der Gründung der Bergstadt Platten betrieben und kam zeitweilig zum Erliegen. Aufgrund des zu Beginn der 1710er-Jahre erneut einsetzenden neuen Bergsegens wurde auch im böhmischen Gebirgsteil nach weiteren erzträchtigen Klüften und Gängen gesucht und der Bergbau des Alten Mannes unter den neuen Zecheneigentümer Johann Nepomuck Schlosser wiederaufgenommen. 1908 erwarb die Firma C. T. Petzold aus Wien die Zeche, die ab 1916 dort den Bergbau auf Mangan im dazugehörigen Concordiastolln forcierte, nachdem es im Ersten Weltkrieg einen erheblichen Bedarf an Mangan gab. Letztgenannter  Stollen wurde 1957/58 nochmals in Betrieb genommen, als in der Tschechoslowakei nach ertragreichen Zinnvorkommen gesucht wurde. Heute sind die Stollenmundlöcher verschüttet, aber große Halden und Pingen erinnern an den früheren Bergbau.